# Jan I (król Kastylii i Leónu)
Jan I (hiszp. Juan I, ur. 24 sierpnia 1358 w Epila, zm. 9 października 1390 w Alcala de Henares) – król Kastylii i Leónu w latach 1379–1390.
Był synem króla Henryka II i jego żony Joanny Manuel. W 1375 ożenił się z Eleonorą Aragońską, córką króla Piotra IV, z którą miał dwóch synów:
- Henryka III, swojego następcę na tronie Kastylii i Leónu jako Henryk III,
- Ferdynanda I, regenta Kastylii i Leónu (po śmierci brata) oraz króla Aragonii.

W 1382 z przyczyn politycznych poślubił Beatrycze (hiszp. Beatriz de Portugal), córkę Ferdynanda I Portugalskiego i Leonor Teles de Menezes.
Już na początku swego panowania musiał walczyć o utrzymanie swojej władzy z pretendentem do tronu Janem z Gandawy, księciem Lancaster i zięciem Piotra I Okrutnego, którego aspiracje popierał król Portugalii Ferdynand. Jan jednak w 1381 odparł połączone siły angielsko-portugalskie, a następnie zawarł ugodę z Portugalią przypieczętowaną jego ślubem z córką Ferdynanda.
W dwa lata później, po śmierci Ferdynanda, wystąpił z pretensjami do tronu portugalskiego jako mąż córki zmarłego króla, co spotkało się ze sprzeciwem społeczeństwa portugalskiego. Doszło do buntu, na czele którego stanęli: wielki mistrz zakonu rycerskiego Avis Jan oraz słynny rycerz Nuno Alvares Pereira. Siły portugalskie wspierane przez Anglików zadały klęskę Kastylijczykom w bitwie pod Aljubarrotą w 1385 i wkroczyły na teren Kastylii, ale zostały zatrzymane pod Valverde. Dla zakończenia konfliktu zawarto układ pokojowy w Bajonnie w 1388, na mocy którego Jan z Gandawy zrzekł się pretensji do tronu kastylijskiego, a Jan I do portugalskiego. Jednocześnie uzgodniono ślub syna Jana, Henryka z córką księcia Lancaster. Od tego momentu Kastylia ograniczyła swój udział w wojnie stuletniej.
Król Jan zginął na skutek upadku z konia podczas przejażdżki.